# Liběchovský mlýn
Liběchovský mlýn (Papouškův, Zámecký)  v Liběchově v okrese Mělník je vodní mlýn, který stojí u zámku na potoce Liběchovka. Spolu s areálem zámku je chráněn jako nemovitá kulturní památka České republiky.

## Historie
Mlýn je u zámku zmiňován v roce 1621 spolu s dvorem; Kašpar Belvic z Nostvic nechal přistavět ovčín, pivovar, mlýn a poplužní dvůr.

## Popis
Mlýnice a dům jsou pod jednou střechou, ale dispozičně oddělené; mlýn je zděný, patrový.
Voda na vodní kolo a později na turbínu vedla náhonem přes stavidlo. Náhon se odpojuje přibližně 800 metrů nad mlýnem u Boží Vody. V roce 1930 měl mlýn jedno kolo na vrchní vodu (spád 5,8 m, výkon 17 HP; zaniklo). Vodní kolo později nahradila Francisova turbína, která se dochovala. Dochovaly se i torza obyčejného a uměleckého složení, pila při mlýně zanikla.